# HD40966
HD40966 — хімічно пекулярна зоря спектрального класу
B9 й має видиму зоряну величину в смузі V приблизно 10,4.

## Пекулярний хімічний вміст
Зоряна атмосфера HD40966 має підвищений вміст 
Si
.